# Peanuts Holland
Herbert Lee "Peanuts" Holland (9 de febrero de 1910 - 7 de febrero de 1979)  fue un trompetista de jazz estadounidense mejor conocido por sus contribuciones al swing jazz.

## Primeros años de vida
Nació en Norfolk, Virginia y aprendió a tocar la trompeta en el orfanato Jenkins. 

## Carrera
Tocó y grabó con la banda de Alphonse Trent entre 1928 y 1933, y tocó con Al Sears (1932), la Jeter-Pillars Orchestra, Willie Bryant, Jimmie Lunceford y la banda de Lil Armstrong (1935–36).  Ocasionalmente también dirigió su propia banda.
En 1939, se mudó a la ciudad de Nueva York, tocando en grandes bandas dirigidas por Coleman Hawkins y Fletcher Henderson.  De 1941 a 1946 tocó con Charlie Barnet .  Él y Don Redman realizaron una gira por Europa en 1946, y durante esta gira Holanda decidió permanecer allí, viviendo en París, Francia y luego Suecia.  Allí grabó hasta 1960, editando unos 46 discos para sellos europeos. 

## Vida personal
Peanuts Holland fue hermano del cantante Charles Holland. Él murió en Estocolmo. 

## Discografía

### Como acompañante (orden alfabético)
- Charlie Barnet, Hop on the Skyliner (Decca, 1955)
- Charlie Barnet, On the Air (Sandy Hook, 1983)
- Charlie Barnet, Drop Me Off in Harlem (GRP, 1992)
- Don Byas, Don Byas in Paris (Prestige, 1968)
- Buck Clayton, Club Session (Le Club Francaise, 1955)
- Guy Lafitte, Blue and Sentimental (Le Club Francaise, 1955)
- Mezz Mezzrow, A La Schola Cantorum (Ducretet-Thomson, 1956)
- Bud Powell, Parisian Thoroughfares (Pablo, 2003)
- Don Redman, For Europeans Only (SteepleChase, 1983)
- Stuff Smith, Hot Jazz Violin 1930–1940 (Jazz Legends, 2005)
- Kay Starr, For Real (Proper, 2003)